# Germaine Tillion
Germaine Tillion (født 30. maj 1907, død 18. april 2008) var en fransk etnolog, der blev berømmet for sit arbejde i Algeriet i 1950'erne på vegne af den franske regering. Under 2. verdenskrig var hun med i den franske modstandsbevægelse og efter at være blevet fanget af tyskerne blev hun indsat i koncentrationslejren Ravensbrück.

## Biografi

### Ungdom og studier
Hun tilbragte sin ungdom med sin familie i Clermont-Ferrand, som hun forlod for at tage til Paris for at læse social antropologi med Marcel Mauss og Louis Massignon. Hun tog eksamen fra École pratique des hautes études, École du Louvre, og INALCO. Fire gange mellem 1934 og 1940 udførte hun feltstudier i Algeriet, hvor hun studerede Berbere og Chaouifolket i Aures regionen i den nordøstlige del af landet, som forberedelse til hendes doktorat i antropologi.

### Modstandskamp
Efter at være vendt tilbage til Paris i 1940, var Frankrig blevet besat af Nazi-Tyskland. Hendes første modstandshandling var da hun hjalp en jødisk familie med falske papirer. Senere blev hun leder af modstandsbevægelsen som chef i gruppen Groupe du musée de l'Homme i Paris. Hendes arbejde her inkluderede at organisere fangeflugter og indsamle efterretningsmateriale for de allierede fra 1940 til 1942
Hun blev forrådt af præsten Robert Alesch, der havde sluttet sig til hendes modstandsnetværk og opnået hendes tillid. Hun blev arresteret den 13. august 1942.

### Ravensbrück
Den 21. oktober 1943 blev hun, sammen med sin mor Émilie Tillion, der også kæmpede i modstandskampen, sendt til koncentrationslejren Ravensbrück, nær Berlin.
Under sit ophold her fra oktober 1943 til foråret 1945, skrev hun i hemmeilghed en operette komedie, for at underholde sine medfanger. "Le Verfügbar aux Enfers" beskriver lejrlivet for de "Verfügbar"(e) (et tysk ord for de "disponible", som var den laveste klasse af fanger, som man kunne bruge til hvad som helst). Hun udførte samtidig en præcis etnografisk analyse af lejren.
Hendes mor blev dræbt i lejren i marts 1945. Tillion undslap Ravensbrück i foråret 1945, da hun kom med i en af Bernadottes Røde Kors operationer.
I 1973 udgav hun bogen Ravensbruck, der dels beskrev hendes egne erfaringer som fange og dels hendes samtidige analyser og efterkrigs studier af lejrenes funktioner, fangernes omplaceringer, administrative operationer og åbne og skjulte forbrydelser begået af SS. Hun dokumenterede at der eksisterede gaskamre i lejren, på et tidspunkt hvor de fleste forskere havde en holdning om at disse ikke eksisterede i de vestlige lejre og hun bekræftede at henrettelserne eskalerede i de sidste dage af krigen.
Hun dokumenterede den tosidede og konfliktfyldte funktion, som lejrene havde: På den ene side skulle de så hurtigt som muligt bringe die Endlösung til udførelse, men på den anden side, skulle de også bidrage til den profitable forretning med at levere slavearbejdere til krigsindustrien.

### Efter krigen
Efter krigen arbejdede hun med 2. verdenskrigs historie, nazisternes krigsforbrydelser og Sovjetunionens Gulaglejre fra 1945-1954. Hun startede et undervisningsprogram for franske fanger og som professor (directeur d'études) på École des hautes études en sciences sociales gennemførte hun 20 videnskabelige missioner til Nordafrika og Mellemøsten.

### Algierkrigen
Hun vendte tilbage til Algeriet i 1954 for at observere og analysere situationen på kanten af Algierkrigen. Hun mente at en af hovedårsagerne til konflikten var "fattiggørelsen" ("clochardisation") af den algierske befolkning. For at bedre situationen, fik hun i oktober 1955 åbnet socialcentre, der skulle lette adgangen til såvel højere uddannelse, som til erhvervsuddannelser, der kunne give landbefolkningen bedre chancer for at overleve i byerne.
Den 4. juli 1957, under Slaget om Algier, mødtes hun i hemmelighed med FNL's leder Yacef Saadi, i et forsøg på at få sat en stopper for spiralen af henrettelser og uprovokerede angreb. Tillion var blandt de første til at fordømme de franske styrkers brug af tortur.

### Senere år
Hun vedblev med at blande sig i politik på flere forskellige felter, herunder fattiggørelsen af den algierske befolkning, som modstander af Frankrigs brug af tortur i Algeriet og for kvindernes frigørelse i middelhavsområdet.
I 2004 underskrev hun sammen med flere andre franske intellektuelle en proklamation imod brug af tortur i Irak.
For at fejre hendes 100-års fødselsdag, fik hendes operette "Le Verfügbar aux Enfers" premiere i 2007 på Théâtre du Châtelet i Paris. Hun var æresprofessor på EHESS da hun døde i 2008.
I 2014 annoncerede den franske præsident François Hollande at hun ville blive gravlagt i Panthéon., hvor hun dermed vil være den fjerde kvinde, der er begravet der.

## Ordner
- Grand-croix de la Légion d'honneur (Kun fem kvinder har modtaget denne orden.)
- Grand-Croix de l'Ordre national du Mérite
- Prix mondial Cino Del Duca (1977)
- Croix de guerre 1939-1945
- Médaille de la Résistance
- Médaille de la déportation et de l'internement pour faits de Résistance
- Bundesverdienstkreuz, (2004)